# لیتیم فلورید
لیتیم فلورید ترکیبی معدنی با فرمول LiF و نمک اسید هیدروفلوریک است. ساختار آن مشابه سدیم کلرید است با این تفاوت که سدیم کلرید آسانتر حل می شود. از لیتیم کلرید عمدتاً به عنوان یکی از اجزای نمک مذاب استفاده می‌گردد.